# The Good Life (álbum de Kashmir)
The Good Life es un álbum de 1999 del grupo de rock danés Kashmir, que sirvió para aumentar la popularidad de la banda. Cambiaron su estilo musical del género de groovecore como se vio en sus álbumes anteriores Travelogue y Cruzential, en rock más suave. El grupo fue recompensado con 6 grammys daneses por el álbum.

## Lista de canciones
1. «Mom in Love & Daddy in Space» – 4:32
2. «Make It Grand» – 4:34
3. «Lampshade» – 6:04
4. «Graceland» – 4:47
5. «It's O.K. Now» – 4:52
6. «Miss You» – 4:36
7. «New Year's Eve» – 4:39
8. «Mudbath» – 4:42
9. «Gorgeous» – 6:49
10. «Kiss Me Goodbye» – 4:04